# Haplopteris mediosora
Haplopteris mediosora là một loài dương xỉ trong họ Pteridaceae. Loài này được Hayata X.C.Zhang mô tả khoa học đầu tiên năm 2003.